# Юрист (картина)
Юрист (итал. L'Avvocato) — картина итальянского художника Джузеппе Арчимбольдо, написанная им в 1566 году.

## Контекст
О ранней жизни Джузеппе Арчимбольдо известно немного. Как и многие итальянские художники, он начал свою карьеру с выполнения различных заказов на создание витражей, фресок и шпалер в Милане, Комо и Монце. В 1562 году он стал официальным портретистом императора Священной Римской империи Максимилиана II. Картина «Юрист» является одной из серии портретов членов окружения императора, написанных Арчимбольдо, соответствуя по стилю работам «Библиотекарь» и «Повар». Портрет точно датируется 1566 годом — в тот период Арчимбольдо создал ряд антропоморфных портретов людей с использованием различных объектов, имеющих связь с жизнью или  профессиональной деятельностью человека, таких как фрукты, овощи, цветы и книги.
Долгое время считалось, что изображённым на портрете человеком является реформатор Жан Кальвин, однако позже было установлено, что это — немецкий юрист Ульрих Цазиус, адвокат Максимилиана II. Картина пользовалась успехом, и, по выражению друга Арчимбольдо Грегорио Команини, «доставила удовольствие императору и спровоцировала его на смех на суде по поводу, о котором я не могу рассказать».

## Описание
Фигура юриста Цазиуса представляет стопку книг в коричневом шерстяном пальто с отделкой из лисьего меха, страницы книг выступают в роли воротника рубашки, лицо сформировано варёной курицей, только что вылупившийся птенец имитирует нос и глаза, рыбий рот является его собственным ртом, а рыбий хвост — бородкой на подбородке.

## Восприятие
После смерти в 1593 году в возрасте 66 лет, Арчимбольдо был на долгое время забыт. Интерес к нему вновь проявился в XX веке, когда его начали называть «дедом сюрреализма». Портрет «Юрист» намекает на сомнительную и «скользкую» юридическую практику, а также обжорство. Цазиус от рождения имел пухлые щёки, а в результате падения из конного экипажа у него был искалечен нос. Возможно, целью такой насмешки и темы уродливой карикатуры стал тот факт, что Цазиус нажил себе врагов, предотвратив приобретение императором-католиком протестантских книг. Возможно также, что своеобразное изображение лица отсылает к итальянской поговорке «ни мясо, ни рыба» (итал. né carne, né pesce), намекая на то, что судья во имя беспристрастности не может встать ни на одну сторону в рассматриваемом деле.

## История
Существуют две версии картины «Юрист»: одна, датированная 1566 годом, находится в Национальном музее в Стокгольме (Швеция), а более поздняя — в частной коллекции в Милане (Италия). Второй портрет может не являться работой Арчимбольдо.